# Cypholomia amphiaula
Cypholomia amphiaula là một loài bướm đêm trong họ Crambidae.